# Theodore Edward Cantor
Theodore Edward Cantor (1809-1860) var en dansk læge, zoolog og botaniker. Cantor arbejdede for det britiske Ostindiske kompagni. Han lavede naturhistoriske samlinger i Penang og Melaka. På området for herpetologi han beskrev mange nye arter af krybdyr og padder, bl.a. Pelochelys cantorii  (engelsk Cantor's giant softshell turtle)
Autornavnet Cantor kan bruges for Theodore Edward Cantor sammen med et videnskabeligt artsnavn inden for botanikken. (Wikipedia-artikler der bruger autornavnet)